# Magyar nyelvű filmtörténetek listája
Az alábbi lista megpróbálja összegyűjteni időrendben a jelentősebb magyar nyelvű filmtörténeteket.

## Egyetemes általános filmtörténetek
- Wolfram Elemér: A filmdráma fejlődése, művészete és jövője, Légrády Testvérek, Budapest, 1922
- Kispéter Miklós: A győzelmes film – Film, tudomány, művészet, Királyi Magyar Egyetemi Nyomda, Budapest, é. n. [1938]
- Hevesy Iván: A film életrajza. A film őskora és hőskora – A filmjáték dramaturgiája, Hatschek és Farkas, Budapest, 1943
- Lajta Andor: Az 50 éves film. A film úttörői, Szerzői kiadás, Temesvár, 1946
- Georges Sadoul: A filmművészet története, Gondolat Könyvkiadó, Budapest, 1959
- (szerk.)  Dr. Babits Antal – Hevesi Gyula – Dr. Köpeczi Béla – Dr. Csűrös Zoltán – Dr. Pók Lajos: A zene, a tánc, a színház, a film, Közgazdasági és Jogi Könyvkiadó, Budapest, 1963 (A kultúra világa-sorozat)
- Horváth Árpád: A fényképezés és a film története, Táncsics Kiadó, Budapest, 1965
- Ulrich Gregor – Enno Patalas: A film világtörténete, Gondolat Könyvkiadó, Budapest, 1966
- Hevesy Iván: A némafilm egyetemes története 1895–1929 I–II., ÉM Építésügyi Tájékoztatási Központ, Budapest, 1967 (Filmművészeti könyvtár-sorozat)
- Nemes Károly: A filmtörténet alapjai, Magyar Filmtudományi Intézet-Népművelési Propaganda Iroda, Budapest, 1968 (Filmbarátok Kiskönyvtára)
- Nemeskürty István – Magyar Bálint – Pánczél Lajos – Bán Róbert: A tizedik múzsa, Minerva Kiadó, Budapest, 1968 (Minerva Zsebkönyvek)
- Nemes Károly: A filmművészet fejlődési vázlata (1895–1972), Népművelési Propaganda Iroda, Budapest, 1973 (Filmamatőrök Kiskönyvtára)
- Nemes Károly: Realizmus és kísérletezés a filmművészetben – A filmművészet kísérletező irányzatainak szerepe a filmművészeti realizmus megteremtésében, Kossuth Könyvkiadó, Budapest, 1974 (Esztétikai Kiskönyvtár)
- Bolyki Tamás: A világ legnagyobb filmjei, Android Lap- és Könyvkiadó, Budapest, 1998, ISBN 963-8377-23-2
- Oxford Film Enciklopédia – A világ filmtörténetének kézikönyve, Glória Kiadó, Budapest, 1998, ISBN 963-749-569-X
- (szerk.)  Markó László – Karádi Ilona: A film krónikája, Magyar Könyvklub–Officina Nova, Budapest, 2000, ISBN 963-547-259-5
- Nemes Károly: Filmtörténet – A filmművészet fejlődésvonalának vázlata, Domokos Press & Pr Kft., Budapest, 2001, ISBN 963-85440-1-5
- Berkes Ildikó – Nemes Károly: A kilencvenes évek filmművészete, Uránusz Kiadó, Budapest, 2003, ISBN 963-9304-77-8 (Uránusz Könyvek)
- Új Oxford filmenciklopédia – A világ filmtörténetének kézikönyve, Glória Kiadó, Budapest, 2004, ISBN 963-9283-71-1
- David Bordwell – Kristin Thompson: A film története, Új Palatinus Könyvesház Kft., 2007, ISBN 978-963-9651-45-6
- Lichter Péter: Kalandos filmtörténet. Szerzők, műfajok és irányzatok, társszerző: Kránicz Bence, Scolar, 2019, ISBN 9789635090419

## Egyes országok, régiók, korszakok filmtörténete
- Nemes Károly: A mai szovjet filmművészet, Kossuth Könyvkiadó, Budapest, 1968 (Esztétikai Kiskönyvtár)
- Magyar Bálint: A svéd film lelke, Magyar Filmtudományi Intézet és Filmarchívum, Budapest, 1969 (Filmművészeti könyvtár)
- Nemes Károly: A nyugati filmművészet konfliktusa, Kossuth Könyvkiadó, Budapest, 1971 (Esztétikai Kiskönyvtár)
- Nemes Károly: A filmművészeti avantgarde története, Magyar Filmtudományi Intézet és Filmarchívum, Budapest, 1973 (Filmművészeti könyvtár)
- Magyar Bálint: Az amerikai film, Gondolat Kiadó, Budapest, 1974, ISBN 963-280-041-9
- Carlo Lizzani: Az olasz film története, Gondolat Kiadó, Budapest, 1981, ISBN 9632810619
- Bikácsy Gergely: Bolond Pierrot moziba megy – A francia film ötven éve, Héttorony Könyvkiadó, Budapest, 1992, ISBN 963-785-539-4
- Siegfried Kracauer: Caligaritól Hitlerig. A német film pszichológiai története (ford. Siklós Ferenc), Magyar Filmintézet, Budapest, 1993, ISBN 963-7147-13-6
- Nemes Károly – Berkes Ildikó: A japán film világa, Magyar Filmintézet, Budapest, 1997, ISBN 9637147349
- Thomas Elsaesser: A német újfilm, Új Palatinus Könyvesház Kft., Budapest, 2004, ISBN 963-9487-67-8
- Nemes Károly: A német filmművészet története, Uránusz Kiadó, Budapest, 2006, ISBN 963-9599-50-6 (Uránusz Könyvek)
- Nemes Károly: A kelet-európai filmművészet, Uránusz Kiadó, Budapest, 2007, ISBN 978-963-9599-67-3 (Uránusz Könyvek)
- Győri Zsolt: Fejezetek a brit film történetéből, EKF Líceum Kiadó, Eger, 2010, ISBN 9789639894563
- Lénárt András: A spanyol film a Franco-diktatúrában – Ideológia, propaganda és filmpolitika, JATEPress, Szeged, 2014, ISBN 9789633151716
- Zalán Vince: Film van, babám! A cseh új hullámról, Gondolat Kiadói Kör Kft., Budapest, 2016, ISBN 9789636937126
- Lénárt András: Film és történelem Latin-Amerikában – A 20. század a filmtörténet tükrében, JATEPress, Szeged, 2020, ISBN 9789633154540
- Bajomi Lázár Endre: Csillagok a francia film egén, Magyar Filmművészek és Filmalkalmazottak Szabad Szakszervezete, Budapest, é. n. (Filmbarátok Kiskönyvtára)

## Egyes műfajok
- Zalán Vince: Fejezetek a dokumentumfilm történetéből, Magyar Filmtudományi Intézet és Filmarchívum, Budapest, 1983 (Filmművészeti könyvtár)
- Berkes Ildikó – Nemes Károly: A bűnügyi film, Uránusz Kiadó, Budapest, 2001, ISBN 963-9304-19-0
- Kisfaludy András: 50 év 100 dokumentumfilmje. Tanulmányok, dokumentumok az elmúlt évtizedek filmjeiből, Magyar Dokumentumfilm Rendezők Egyesülete, Budapest, 2003
- (szerk.) Böszörményi Gábor, Kárpáti György: Grindhouse, a filmtörténet tiltott korszaka, Mozinet Kft., Budapest, 2007, ISBN 978-963-06-3155-6 (Mozinet-könyvek 2.)
- Zsánerben. Tanulmánykötet, Magyar Filmklubok és Filmbarátok Szövetsége-Mozinet Kft., Budapest, 2009, ISBN 978-963-06-6497-4 (Mozinet-könyvek 3.)
- M. Tóth Éva: Aniráma – Animációs mozgóképtörténet Archiválva 2021. május 5-i dátummal a Wayback Machine-ben, Kortárs Kiadó, Budapest, 2010
- Tóth Klára: A láthatatlan ország – A magyar dokumentumfilm és a média 1992–2010, Magyar Szemle Alapítvány, Budapest, 2011, ISBN 9789638759153
- Sárközy Réka: Elbeszélt múltjaink könyv. A magyar történelmi dokumentumfilm útja, L'Harmattan Kiadó, Budapest, 2011, ISBN 9789632364735
- (szerk.) Kárpáti György – Schreiber András: A horrorfilm. Válogatott tanulmányok, KMH PRINT, Budapest, 2015, ISBN 9789631237863 (Filmanatómia 2.)
- (szerk.) Kárpáti György – Schreiber András: A sci-fi. Válogatott tanulmányok, KMH PRINT, Budapest, 2016, ISBN 9789631267891 (Filmanatómia 3.)
- (szerk.) Kárpáti György – Schreiber András: Az akciófilm. Válogatott tanulmányok, KMH PRINT, Budapest, 2017, ISBN 9789631298833 (Filmanatómia 4.)
- (szerk.) Kárpáti György – Schreiber András: A vígjáték. Válogatott tanulmányok, KMH PRINT, Budapest, 2018, ISBN 9786150028200 (Filmanatómia 5.)
- (szerk.) Kárpáti György – Schreiber András: A képregényfilm. Válogatott tanulmányok, KMH PRINT, Budapest, 2020, ISBN 9786158131001 (Filmanatómia 6.)
- Grób László: Az amerikai Film noir története 1940–1960, ATTRAKTOR Könyvkiadó Kft., Gödöllő, 2020, ISBN 9786156173010
- Dizseri Eszter: Kockáról kockára. A magyar animáció krónikája 1948–1998, Balassi Kiadó, Budapest, é. n., ISBN 963-506-289-3

## Magyar filmtörténetek
- Wlassics Gyula – Lajta Andor: A tízéves magyar hangosfilm 1931–1941, Szerzői kiadás, Budapest, 1942
- Nemeskürty István: A magyar film története 1912–1963, Gondolat Könyvkiadó, Budapest, 1965
- (szerk.) Homoródy József: A magyar film húsz éve 1945–1965, Magvető Kiadó, Budapest, 1965
- A magyar film három évtizede, MOKÉP-Magyar Filmtudom. Int. és Filmarchivum, Budapest, 1978
- Jordáky Lajos: Az erdélyi némafilmgyártás története (1900–1930). Kriterion Könyvkiadó, Bukarest, 1980.
- Nemeskürty István: A képpé varázsolt idő – A magyar film története és helye az egyetemes kultúrában, párhuzamos kitekintéssel a világ filmművészetére, Magvető Könyvkiadó, Budapest, 1984, ISBN 963-14-0021-2
- Nemeskürty István – Szántó Tibor: A magyar filmművészet képeskönyve, Helikon Kiadó, Budapest, 1985, ISBN 963-207-836-5
- Zsugán István: Szubjektív magyar filmtörténet 1964–1994, Osiris – Századvég Kiadó, Budapest, 1994, ISBN 963-8384-95-6
- Gelencsér Gábor: '30 magyar filmszemle 1965–1999, Filmszemle Tanács, Budapest, 1999, ISBN 963-03-6734-3
- Nemes Károly: A magyar film útja, Uránusz Kiadó, Budapest, 1999, ISBN 963-9086-92-4 (Uránusz Könyvek)
- Kelecsényi László: A magyar hangosfilm hét évtizede – 1931–2000 Hyppolittól Werckmeisterig, Új Palatinus-Könyvesház Kft., Budapest, 2000, ISBN 963-9380-91-1
- Magyar Bálint: A magyar némafilm története. Némafilmgyártás 1896–1931, Új Palatinus-Könyvesház Kft., Budapest, 2003, ISBN 963-9487-08-2
- Gyürey Vera – Balogh Gyöngyi – Honffy Pál: A magyar játékfilm története a kezdetektől 1990-ig, Műszaki Könyvkiadó, Budapest, 2004, ISBN 9631629902
- Veress József: A magyar film története, Anno Kiadó, Budapest, 2007, ISBN 963-375-454-2
- Gyürey Vera – Veress József – Lencsó László: A magyar filmtörténet képeskönyve, Osiris Kiadó, Budapest, 2007, ISBN 9789633899069
- Gelencsér Gábor: Forgatott könyvek. A magyar film és az irodalom kapcsolata 1945 és 1995 között, Kijárat Kiadó, Budapest, 2015, ISBN 9786155160479 (Metropolis könyvtár-sorozat)
- Gelencsér Gábor: Magyar film 1.0, Holnap Kiadó Kft., 2017, Budapest, ISBN 9789633491416
- Pápai Zsolt: Magyar film noir és melodráma 1-2. – El nem csókolt csókok / Fény és árnyék, MMA kiadó nonprofit kft., Budapest, 2024, ISBN 9786156668264

### AFilmművészeti könyvtársorozat magyar filmtörténeti részei
- Magyar Bálint: A magyar némafilm története 1896–1918, Magyar Filmtudományi Intézet és Filmarchívum, Budapest, 1966
- Magyar Bálint: A magyar némafilm története 1918–1931, Magyar Filmtudományi Intézet és Filmarchívum, Budapest, 1967
- (szerk.) Nemeskürty István: A magyar hangosfilm története a kezdetektől 1939-ig, Magyar Filmtudományi Intézet és Filmarchívum, Budapest, 1975
- Nemes Károly: A magyar filmművészet története 1957 és 1967 között, Magyar Filmtudományi Intézet és Filmarchívum, Budapest, 1978
- Nemes Károly: A magyar filmművészet története 1968 és 1972 között, Magyar Filmtudományi Intézet és Filmarchívum, Budapest, 1979
- Szabó György: A magyar film 1973–1977 között, Magyar Filmtudományi Intézet és Filmarchívum, Budapest, 1980
- Nemeskürty István: Magyar film, 1939–1944 – Egész műsort betöltő játékfilmek, Magyar Filmtudományi Intézet és Filmarchívum, Budapest, 1980
- Nemes Károly – Papp Sándor: A magyar film 1945–1956 között, Magyar Filmtudományi Intézet és Filmarchívum, Budapest, 1980
- (szerk.) Peternák Miklós – Hajdu István: F.I.L.M. A magyar avant-garde film története és dokumentumai, Képzőművészeti Kiadó, Budapest, 1991, ISBN 963-336-551-1